# Croix de cimetière de Sainte-Austreberthe
La croix de cimetière de Sainte-Austreberthe est un monument situé à Sainte-Austreberthe, en Normandie.

## Localisation
La croix est située dans le cimetière du village.

## Historique
La croix est datée du XVe siècle ou XVIe siècle.
Le monument est classé comme monument historique depuis le 21 mars 1910.

## Description
La croix est en pierre.
Le fût octogonal porte des bas-reliefs avec les évangélistes et des scènes de la vie du Christ.